# 茨城県立北茨城高等学校
茨城県立北茨城高等学校（いばらきけんりつ きたいばらきこうとうがっこう）は、茨城県北茨城市に所在した公立の高等学校。

## 設置学科
- 普通科

## 所在地
- 〒319-1711 茨城県北茨城市関南町関本下字小高1059

## 沿革
- 1966年 設立。
- 2008年
  - 生徒募集を停止。
  - 4月 茨城県立磯原高等学校と合併して茨城県立磯原郷英高等学校となる。
- 2010年3月31日 閉校。
- 2014年（平成26年）11月4日 - 跡地に北茨城市民病院が移転、開院する[1][2]。